# Yogo
Yogo (余呉町, Yogo-chō) est un ancien bourg du nord de la préfecture de Shiga au Japon. Il est intégré dans la ville de Nagahama depuis le 1er janvier 2010.

## Description
En 2003, la population du village était de 4 045 habitants, sur une superficie de 167,62 km2, soit une densité de population de 24,13 personnes par km2. Le 1er janvier 2010, il est intégré dans la ville de Nagahama avec les villages de :
- Kohoku et Torahime, du district de Higashiazai ;
- Kinomoto, Nishiazai et Takatsuki, du district d'Ika (duquel relevait aussi Yogo).

Simultanément, les deux anciens districts sont dissouts. 
En hiver le climat y est froid et les chutes de neige abondantes. 
Le petit lac Yogo (1,8 km2), surnommé le « lac miroir »,  s'étend à l'extrémité sud de son territoire. Il est le lieu de la légende des jeunes filles célestes : celles-ci descendirent des cieux sous la forme de cygnes, et après avoir retiré leurs plumes s'ébattaient nues dans l'eau sur la rive sud du lac. Un passant en tomba amoureux, et envoya son chien dérober un de leurs habits de plumes, si bien qu'une des jeunes filles ne put remonter au ciel. Elle épousa l'homme, dont elle eut quatre enfants. Un jour, elle retrouva son costume, et s'envola au ciel.  
La ligne principale Hokuriku qui relie Maibara et Kanazawa dessert le village (gare Yogo).
S'y tient en mai, en théorie tous les trois ans, le Chawan matsuri (« festival des tasses de thé ») festival. Il célèbre l'offrande de tasses de thé qu'aurait faite aux dieux un potier local il y a plusieurs siècles dans le temple de Niu.

Yogo dans la préfecture de Shiga, en jaune foncé.